# Cloreto de metanoíla
Cloreto de metanoíla ou cloreto de formila é o composto químico de fórmula HCOCl, reagente eletronicamente neutro, de massa molecular 64,471 ua, muito solúvel em diversos solventes orgânicos, normalmente preparado in situ, quando do seu uso em análise e síntese orgânica.
É obtido pela reação do monóxido de carbono com o cloreto de hidrogênio:
CO + HCl → HCOCl